# Craugastor omoaensis
Craugastor omoaensis is een kikker uit de familie Craugastoridae. De soort werd voor het eerst wetenschappelijk beschreven door James Randall McCranie en Larry David Wilson in 1997. Oorspronkelijk werd de wetenschappelijke naam Eleutherodactylus omoaensis gebruikt.
De soort komt voor in delen van Midden-Amerika en leeft endemisch in Sierra de Omoa in Honduras. De soortaanduiding omoaensis betekent vrij vertaald 'wonend in Omoa', en slaat op het verspreidingsgebied.
Craugastor omoaensis wordt bedreigd door het verlies van habitat en door chytridiomycose, een besmettelijke ziekte die veroorzaakt wordt door de gistachtige schimmel Batrachochytrium dendrobatidis. Sinds 1996 is de kikker niet meer gezien en wordt het dier beschouwd als mogelijk uitgestorven.